# Parcs nationaux du Vietnam

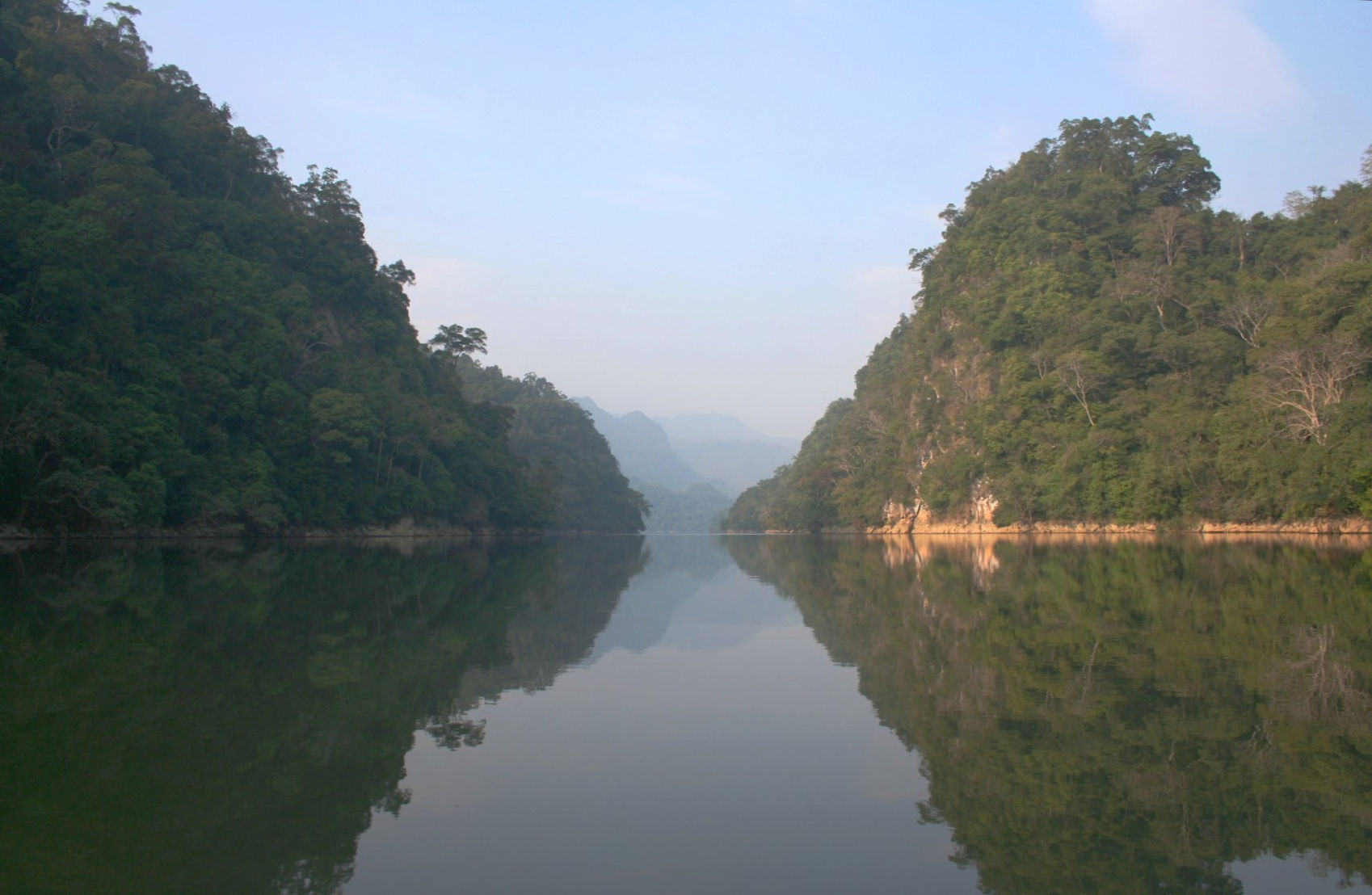
Le lac Ba Bê dans le parc national de Ba Bê au nord-est du Viêt Nam.

| \| Hoàng Liên Ba Bể Bái Tử Long Xuân Sơn Tam Đảo Ba Vì Cát Bà Cúc Phương Xuân Thủy Bến En Pù Mát Vũ Quang Phong Nha-Kẻ Bàng Bạch Mã Phước Bình Núi Chúa Chư Mom Ray Kon Ka Kinh Yok Đôn Chư Yang Sin Bidoup Núi Bà Cát Tiên Bù Gia Mập Côn Đảo Lò Gò Xa Mát Tràm Chim U Minh Thượng Mũi Cà Mau U Minh Hạ Phú Quốc \| Plan avec la localisation des parcs nationaux du Viêt Nam |
| Hoàng Liên Ba Bể Bái Tử Long Xuân Sơn Tam Đảo Ba Vì Cát Bà Cúc Phương Xuân Thủy Bến En Pù Mát Vũ Quang Phong Nha-Kẻ Bàng Bạch Mã Phước Bình Núi Chúa Chư Mom Ray Kon Ka Kinh Yok Đôn Chư Yang Sin Bidoup Núi Bà Cát Tiên Bù Gia Mập Côn Đảo Lò Gò Xa Mát Tràm Chim U Minh Thượng Mũi Cà Mau U Minh Hạ Phú Quốc                                                                 |

## Les parcs nationaux
Au Viêt Nam, il existe vingt-sept parcs nationaux : 
| Région                                      | Nom               | Fondation | Superficie (km2) | Province                            |
| ------------------------------------------- | ----------------- | --------- | ---------------- | ----------------------------------- |
| Nord-ouest (Tây Bắc)                        | Hoàng Liên        | 2002      | 298,45           | Lào Cai                             |
| Nord-est (Đông Bắc)                         | Ba Bể             | 1992      | 76,10            | Bắc Kạn                             |
| Nord-est (Đông Bắc)                         | Bái Tử Long       | 2001      | 157,83           | Quảng Ninh                          |
| Nord-est (Đông Bắc)                         | Xuân Sơn          | 2002      | 150,48           | Phú Thọ                             |
| Nord-est (Đông Bắc)                         | Tam Đảo           | 1996      | 368,83           | Vĩnh Phúc, Thái Nguyên, Tuyên Quang |
| Delta du Fleuve Rouge (Đồng bằng sông Hồng) | Ba Vì             | 1991      | 73,77            | Hà Tây                              |
| Delta du Fleuve Rouge (Đồng bằng sông Hồng) | Cát Bà            | 1986      | 152,00           | Hải Phòng                           |
| Delta du Fleuve Rouge (Đồng bằng sông Hồng) | Cúc Phương        | 1994      | 222,00           | Ninh Bình, Thanh Hóa, Hòa Bình      |
| Delta du Fleuve Rouge (Đồng bằng sông Hồng) | Xuân Thủy         | 2003      | 71,00            | Nam Định                            |
| Côte centrale du Nord (Bắc Trung Bộ)        | Bến En            | 1992      | 166,34           | Thanh Hóa                           |
| Côte centrale du Nord (Bắc Trung Bộ)        | Pù Mát            | 2001      | 911,13           | Nghệ An                             |
| Côte centrale du Nord (Bắc Trung Bộ)        | Vũ Quang          | 2002      | 550,28           | Hà Tĩnh                             |
| Côte centrale du Nord (Bắc Trung Bộ)        | Phong Nha-Kẻ Bàng | 2001      | 857,54           | Quảng Bình                          |
| Côte centrale du Nord (Bắc Trung Bộ)        | Bạch Mã           | 1991      | 220,30           | Thừa Thiên-Huế                      |
| Montagnes centrales (Tây Nguyên)            | Chư Mom Ray       | 2002      | 566,21           | Kon Tum                             |
| Montagnes centrales (Tây Nguyên)            | Kon Ka Kinh       | 2002      | 417,80           | Gia Lai                             |
| Montagnes centrales (Tây Nguyên)            | Yok Đôn           | 1991      | 1 155,45         | Đăk Lăk                             |
| Montagnes centrales (Tây Nguyên)            | Chư Yang Sin      | 2002      | 589,47           | Đăk Lăk                             |
| Montagnes centrales (Tây Nguyên)            | Bidoup Núi Bà     | 2004      | 648,00           | Lâm Đồng                            |
| Sud-Est (Dông Nam Bô)                       | Cát Tiên          | 1992      | 738,78           | Đồng Nai, Lâm Đồng, Bình Phước      |
| Sud-Est (Dông Nam Bô)                       | Bù Gia Mập        | 2002      | 260,32           | Bình Phước                          |
| Sud-Est (Dông Nam Bô)                       | Côn Đảo           | 1993      | 150,43           | Bà Rịa-Vũng Tàu                     |
| Sud-Est (Dông Nam Bô)                       | Lò Gò Xa Mát      | 2002      | 187,65           | Tây Ninh                            |
| Delta du Mékong (đồng bằng sông Cửu Long)   | Tràm Chim         | 1994      | 75,88            | Đồng Tháp                           |
| Delta du Mékong (đồng bằng sông Cửu Long)   | U Minh Thượng     | 2002      | 80,53            | Kiên Giang                          |
| Delta du Mékong (đồng bằng sông Cửu Long)   | Mũi Cà Mau        | 2003      | 418,62           | Cà Mau                              |
| Delta du Mékong (đồng bằng sông Cửu Long)   | U Minh Hạ         | 2006      | 82,86            | Cà Mau                              |
| Delta du Mékong (đồng bằng sông Cửu Long)   | Phước Bình        | 2006      | 198,14           | Ninh Thuận                          |
| Delta du Mékong (đồng bằng sông Cửu Long)   | Núi Chúa          | 2003      | 296,73           | Ninh Thuận                          |
| Delta du Mékong (đồng bằng sông Cửu Long)   | Phú Quốc          | 2001      | 314,22           | Kiên Giang                          |